# 38B busz (Miskolc)
A miskolci 38B jelzésű buszjárat a Belváros és Bodótető kapcsolatát látta el. Ez a járat a 34-es jelzésű autóbusz megszüntetése után jött létre 2011. június 16-tól, majd a 34-es busz újraindulásakor megszűnt. 2012. február 29-én közlekedett utoljára, azonban 2014. április 14-től néhány 38-as járat ezen a korábbi útvonalon közlekedett, 38B jelzéssel.
2015. június 15-én végleg megszüntették.

## Megállóhelyei
| 38B (Arany János utca - Bodótető) |                      |      |                                                 | |
| Perc                              | Megállóhely          | Perc | Átszállási lehetőségek                          | Intézmények |
| 0                                 | Arany János utca     | 10   | 2, 12, 21, 21T, 22, 33, 35, 35É, 38, 44, Auchan | Arany Corvin |
| 2                                 | Centrum              | ∫    | 2, 12, 22, 35, 35É, 38, 44, Auchan 1, 2         | Centrum áruház, Szinvapark, Metropol, Bató-ház, Belváros                                                          |
| ∫                                 | Villanyrendőr        | 9    | 12, 14, 14H, 22, 35, 35É, 38, 44 1, 2           | Belváros, Szinva terasz                                                                                           |
| ∫                                 | Hősök tere           | 7    | 12, 14, 14H, 22, 35, 35É, 38, 44                | Hősök tere, Zsinagóga, Postapalota, Minorita templom, Földes Ferenc Gimnázium, Berzeviczy Gergely Szakközépiskola |
| 4                                 | Kazinczy Ferenc utca | ∫    | 11, 12, 14, 14H, 38                             | Földes Ferenc Gimnázium                                                                                           |
| 6                                 | Szemere kert         | ∫    | 11, 38                                          | Városház tér, Miskolci Központi Leánykollégium                                                                    |
| 7                                 | Dayka Gábor utca     | ∫    | 38                                              | Miskolc Városi Televízió                                                                                          |
| ∫                                 | Petőfi tér           | 6    | 1, 1A, 11, 12, 14, 14H, 38                      | Deszkatemplom, Nemzeti Adó- és Vámhivatal                                                                         |
| ∫                                 | Dózsa György utca    | 4    | 1, 1A, 38                                       | Megyei és Városi Bíróság, Tűzoltóság, ÉMÁSZ Nyrt., Városi Rendőrkapitányság, Megyei Büntetés-végrehajtási Intézet |
| 10                                | Vologda városrész    | 3    | 1, 1A, 38                                       | Vologda városrész                                                                                                 |
| 11                                | Bedegvölgy           | ∫    | 38                                              | |
| ∫                                 | Dóczy József utca    | 1    | 38                                              | |
| 12                                | Bodótető             | 0    | 38                                              | Bodótető |